# Munslow
Munslow – wieś i civil parish w Anglii, w hrabstwie Shropshire. W 2011 roku civil parish liczyła 386 mieszkańców.